# 681

## Esdeveniments
- Bulgària crea una regne independent.
- 9 de gener, es reuneix el XII Concili de Toledo.

## Necrològiques
- Maymuna bint al-Harith, darrera esposa de Mahoma.
- Mirdas ibn Udayya, conegut amb la kunya d'Abú Bilal, cap kharigita de Bàssora.